# Ранке, Фридрих
Фридрих Ра́нке (нем. Friedrich Ranke; 21 сентября 1882, Любек — 11 октября 1950, Базель) — немецкий германист-медиевист и фольклорист.

## Биография
Фридрих Ранке — младший сын любекского богослова Леопольда Фридриха Ранке и его супруги Юлии, урождённой Бевер (1850—1924). Его старшие братья — египтолог Герман Ранке и психиатр Отто Ранке. Фридрих окончил любекскую гимназию Катаринеум в 1901 году и в 1902—1907 годах изучал немецкую, английскую и скандинавскую филологию в Гёттингенском, Мюнхенском и Берлинском университетах. Защитил докторскую диссертацию и получил право преподавания в Страсбургском университете.
В 1912 году Ранке получил должность приват-доцента в Гёттингенском университете. Участвовал в Первой мировой войне. В 1917 году был приглашён экстраординарным профессором германской филологии в Гёттингенский университет, в 1921 году — ординарным профессором германистики в Кёнигсбергский университет. В 1930 году возглавил кафедру германистики в Бреславльском университете, в 1937 году был отправлен в отставку по доносу одного из коллег о его «неарийском родстве». Фридрих Ранке был женат на Фриде, урождённой Штейн, сестре художницы Марии Штейн-Ранке.
В 1938 году Фридрих Ранке получил должность профессора германской филологии в Базельском университете.

## Публикации
- Die deutschen Volkssagen. München 1910 (Deutsches Sagenbuch; 4).
- Der Erlöser in der Wiege. Ein Beitrag zur deutschen Volkssagenforschung. München 1911.
- Tristan und Isold. München 1925 (Bücher des Mittelalters; 3).
- Die Allegorie der Minnegrotte in Gottfrieds Tristan. Berlin 1925 (Königsberger Gelehrte Gesellschaft/Geisteswissenschaftliche Klasse: Schriften der Königsberger Gelehrten Gesellschaft, Geisteswissenschaftliche Klasse; 2,2).
- Volkssagenforschung. Vorträge u. Aufsätze. Breslau 1935 (Deutschkundliche Arbeiten/A; 4).
- Altnordisches Elementarbuch. Schrifttum, Sprache, Texte mit Übersetzung und Wörterbuch. Berlin 1937 (Sammlung Göschen; 1115).
- Gott, Welt und Humanität in der deutschen Dichtung des Mittelalters. Basel 1952.
- Kleinere Schriften. Bern, München 1971 (Bibliotheca Germanica; 12).
- Die Überlieferung von Gottfrieds Tristan. Darmstadt 1974.